# Ankylopteryx vanharteni
Ankylopteryx vanharteni is een insect uit de familie van de gaasvliegen (Chrysopidae), die tot de orde netvleugeligen (Neuroptera) behoort. 
Ankylopteryx vanharteni is voor het eerst wetenschappelijk beschreven door Hölzel in 1995.